# 周光春
周光春（1917年6月—2011年），曾用名周卿云、周缦兮，男，汉族，安徽无为人，中华人民共和国政治人物，曾任广西壮族自治区人民政府副主席，第七届全国政协委员。